# Tabulatura oliwska
Tabulatura oliwska – zbiór 329 wielogłosowych kompozycji organowych lub wokalnych (motety, madrygały, pieśni religijne i świeckie) transkrybowanych na organy, pochodzący z opactwa cystersów w Oliwie.
Tabulatura typu nowoniemieckiego pochodzi najprawdopodobniej z roku 1619. Jako kompozytorów transkrybowanych utworów zidentyfikowano m.in. organistę elbląsko-gdańskiego Piotra Drusińskiego (domniemanego ucznia Antonia Scandellego) i Andrzeja Hakenbergera.